# Orzeszkowo (województwo podlaskie)
Orzeszkowo (gwarowe: Orêškovo) – wieś w Polsce, położona w województwie podlaskim, w powiecie hajnowskim, w gminie Hajnówka.
Wieś zlokalizowana jest 8 km na południe od Hajnówki, na trasie PKP Hajnówka – Czeremcha, na polanie, w zachodniej części Puszczy Białowieskiej. Przez wieś i jej liczne kolonie przebiegają drogi do przyległego obszaru puszczy, w tym droga do Topiła przez Olszynę i Łozice.

## Części wsi
| SIMC    | Nazwa         | Rodzaj    |
| ------- | ------------- | --------- |
| 0029914 | Bokówka       | część wsi |
| 0029920 | Mostek        | część wsi |
| 0029937 | Olszyna       | część wsi |
| 0029943 | Podrostyniec  | część wsi |
| 0029950 | Sosnówka      | część wsi |
| 0029966 | Wierzchowskie | część wsi |
| 0029972 | Wygon         | część wsi |
| 0029989 | Zatrostyniec  | część wsi |

## Historia
Orzeszkowo powstało przed rokiem 1631, jako wieś osoczników, dla ochrony puszczy białowieskiej.
Pod nazwą Wola Orzeszkowa, jest wymienione w ordynacji z roku 1639 („Trzy dni w puszczy białowieskiej”, Faliński i inni, Białystok 1970). Wieś leśnictwa białowieskiego w ekonomii grodzieńskiej w drugiej połowie XVII wieku.
Nazwa pochodzi prawdopodobnie od imienia Oreszko – zmienionej wersji cerkiewnosłowiańskiego imienia Arefij.
Orzeszkowo to dawna wieś królewska ekonomii brzeskiej, która w końcu XVIII wieku położona była w powiecie brzeskolitewskim województwa brzeskolitewskiego Wielkiego Księstwa Litewskiego.
Wieś została zniszczona podczas potopu szwedzkiego, przemarsz Siedmiogrodzian, inkursję moskiewską i przemarsz wojsk litewskich i królewskich. Kolejna fala zniszczeń nastąpiła podczas wojny północnej w wyniku przemarszu wojsk saskich, polskich, litewskich, moskiewskich i szwedzkich.
Podczas powstania styczniowego walczył tu Walery Wróblewski – późniejszy generał Komuny Paryskiej. Świadectwem walk jest istniejąca do dziś mogiła sześciu nieznanych powstańców z roku 1863 zlokalizowana przy budynku szkoły. Druga mogiła znajduje się 1,5 km na południe przy drodze do Jakubowa.

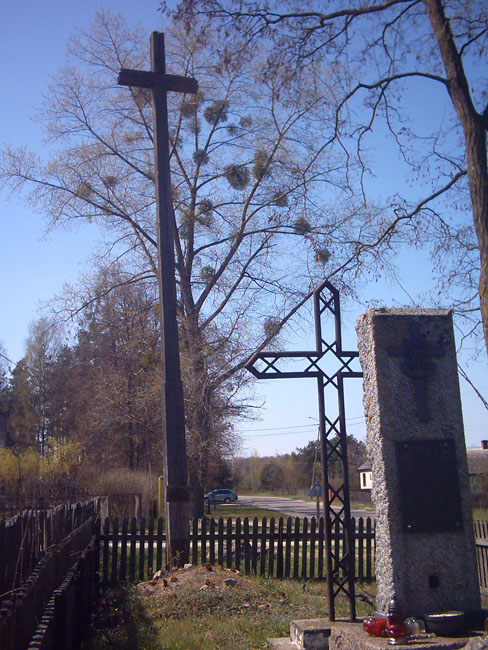
Mogiła sześciu nieznanych powstańców styczniowych

W roku 1906 uruchomiono przebiegający przez Orzeszkowo odcinek linii kolejowej Siedlce – Wołkowysk. Przystanek kolejowy powstał w okresie późniejszym. Dla okresu I wojny światowej charakterystyczna jest ewakuacja części ludności na obszary położone daleko w głąb Rosji (bieżeństwo), m.in. na Krym.
Według Pierwszego Powszechnego Spisu Ludności z 1921 roku wieś Orzeszkowo liczyła 78 domów i 342 mieszkańców (182 kobiety i 160 mężczyzn). Niemal wszyscy mieszkańcy miejscowości, w liczbie 337 osób, zadeklarowali wyznanie prawosławne, pozostali zgłosili wyznanie rzymskokatolickie (w liczbie zaledwie 5 osób). Podział religijny mieszkańców Orzeszkowa całkowicie odzwierciedlał ich strukturą narodowo-etniczną, gdyż większość mieszkańców wsi, w liczbie 337 osób, podała narodowość białoruską, pozostali podali narodowość polską (5 osób). W okresie międzywojennym Orzeszkowo znajdowało się w gminie Białowieża w powiecie białowieskim.
Najtragiczniejszym wydarzeniem historii najnowszej wsi jest pożar z 12 sierpnia 1946, z którego ocalały zaledwie trzy domostwa. Po tym wydarzeniu, w celu zmniejszenia gęstości zabudowy rozśrodkowano gospodarstwa do licznych kolonii.
W latach 1975–1998 miejscowość należała do województwa białostockiego.

## Współcześnie
Orzeszkowo liczy około 120 gospodarstw, gdzie mieszka 350–400 osób, głównie wyznania prawosławnego. Istotnym elementem kultury jest Folklorystyczny Zespół Śpiewaczy „Orzeszki”. („Repertuar zespołów folklorystycznych Białostocczyzny” Zeszyt nr 4, Stanisław Kopa).
Historycznie, Orzeszkowo, jak i całe Podlasie, leży w wielokulturowym obszarze pogranicza. (Znajdująca się nieopodal szosa Hajnówka – Kleszczele biegnie mniej więcej wzdłuż historycznej granicy Korony i Wielkiego Księstwa Litewskiego). Pod względem językowym Orzeszkowo, pomimo niewielkiej odległości od obecnej Białorusi, znajduje się na północnej granicy występowania gwar ukraińskich.
Według stanu z 31 grudnia 2012 mieszkało tu 376 stałych mieszkańców.

## Religia
We wsi znajduje się cerkiew prawosławna pw. Wniebowstąpienia Pańskiego – siedziba parafii – oraz cmentarz prawosławny założony w XIX wieku.
Wierni kościoła rzymskokatolickiego należą do parafii Świętych Cyryla i Metodego w Hajnówce.